# Nguyễn Anh Đức
Nguyễn Anh Đức, né le 24 octobre 1985 dans la province de Sông Bé au Viêt Nam, est un entraîneur de football professionnel et ancien joueur. Il est actuellement le manager de Trường Tươi Binh Phuoc, qui évolue en V.League 2.
Il a joué au poste d'attaquant pour le Becamex Binh Duong FC pendant la majeure partie de sa carrière. Il est également un ancien membre de l'équipe nationale de football du Viêt Nam.

## Biographie

### Carrière en sélection
Nguyễn Anh Đức reçoit 36 sélections en équipe du Viêt Nam entre 2006 et 2019, inscrivant 12 buts.
Il participe avec cette équipe à la Coupe d'Asie des nations 2007 que le Viêt Nam coorganise avec la Thaïlande, la Malaisie et l'Indonésie. Le Viêt Nam atteint les quarts de finale de cette compétition, en étant battu par l'Irak.
Le 2 décembre 2010, il inscrit un doublé contre la Birmanie lors de l'AFF Cup, pour une large victoire sur le score de 7-1.
Lors de l'édition 2018 (en) du Championnat d'Asie du Sud-Est de football, il inscrit un but décisif à la 6e minute de jeu face à la Malaisie lors de la finale retour disputée à domicile (victoire vietnamienne 1-0, les deux équipes s'étant neutralisées 2-2 à Kuala Lumpur au match aller), permettant au Viêt Nam de remporter le championnat de l'ASEAN pour la deuxième fois de son histoire, dix ans après son dernier sacre. Mais il ne fut pas retenu pour disputer la Coupe d'Asie des nations 2019.
De retour en sélection en juin 2019, il inscrit un but décisif contre la Thaïlande dans les arrêts de jeu (94e minute), à l'occasion de la demi-finale de l'édition 2019 de la King's Cup (en).
Initialement, il annonce prendre sa retraite internationale sur sa page Facebook le 20 novembre 2019, au lendemain d'un match nul du Viêt Nam à domicile face à la Thaïlande (0-0), dans le cadre du 2e tour des éliminatoires de la Coupe du Monde 2022,. Néanmoins en août 2020, il revient sur sa décision et a été rappelé en sélection lors du rassemblement de l'équipe vietnamienne. Il ne dispute toutefois aucune rencontre avec la sélection nationale, sa dernière rencontre jouée remontant au 19 novembre 2019 contre la Thaïlande.

## Palmarès
Becamex Bình Dương
- Championnat du Viêt Nam : 2007, 2008, 2014 et 2015.
- Coupe du Viêt Nam : 2015 (en) et 2018 (en).
- Supercoupe du Viêt Nam : 2007 (vi), 2008 (vi), 2014 (vi) et 2015 (vi).
- Coupe de l'AFC : Demi-finaliste en 2009.

 Viêt Nam olympique (en)
- Coupe VFF (en) : 2018 (en)
- Jeux asiatiques : 4e en 2018 (en)

 Viêt Nam
- Championnat d'Asie du Sud-Est : 2018 (en).
- King's Cup : Finaliste en 2019 (en).

## Distinctions individuelles
- Ballon d'or vietnamien (en) : 2015
- Ballon d'argent vietnamien (en) : 2017, 2018
- Meilleur buteur V.League 1 : 2017
- Joueur de la saison (en) : 2014, 2015